# Катедрала Нотр Дам у Турнеу
Катедрала Нотр Дам (фр. Notre-Dame de Tournai; хол. Onze-Lieve-Vrouw van Doornik), у Турнеу, један је од најважнијих архитектонских споменика у Белгији. Турнешка катедрала је мешавина бројних утицаја архитектуре из средње Француске (”Ил де Франс“), рајнске области (”Рајнланд“) и Нормандије, који су у кратком времену, почетком 12. века, претходили процвату готичке архитектуре. Због изузетно високог романичког главног брода и капитела богатих скулптурама, али и због пет шиљастих торњева које претходе готици. 1936. постао је национални споменик покрајине Валоније. 2000. уврштен је на УНЕСКО-в списак Светске баштине у Европи.

## Историја
Још од касног 6. века, средиште бискупије је било у Турнеу где је стара катедрала од локалног плаво-сивог камена, на висини изнад јужне обале реке Шелде, делила град на два једнака дела. Почетком 12. века је на старим темељима изграђена грађевина у којој је комбиновано више архитектонских стилова с величанственим резултатом. Тешки и озбиљни главни брод је уређен у стилу романике, што је у контрасту са трансептом и олтаром који су уређени у стилу високе готике. Трансепт је и најпрепознатљивији део грађевине с пет звоника и полукружним апсидама на крајевима.
Бискуп Жатер де Марвис (1219—1252. године), инспирисан катедралом у Амјену, дао је дозволу за рушење оригиналног романичког олтара у 13. веку, како би га заменили са изразито великим готичким олтаром. Градња је започела 1242. а завршила се 1255. године. Остатак катедрале је изграђен у истом романичког стилу главног брода. Једини додаци катедрали, западни трем и велика готичка капела уз катедралу, су се догодило много касније.

## Архитектура
Главни брод је углавном урађен у 12. веку, као претеча рано-готичког стила, с галеријом између аркада у приземљу и троструких прозора (трифора). Пиластри између полукружних прозора подражавају камени свод из 18. века који је заменио оригиналну равну дрвену таваницу.
Кракови трансепта, изграђени средином 12. века, имају апсидалне крајеве; што је регионална карактеристика романичког стила рајнских цркава. Овај стил до тада није имао никакав утицај на архитектуру североисточне Француске, осим на катедралу у Нојону и Соасону. Чврсти торњеви на крајевима трансепта имају висину од 83 метара, а варирају у детаљима — неке су њихове слепе полукружне аркаде, а неке су шиљате.

## Галерија
- Јужни трансепт и торњеви
- Главни брод према олтару
- Реконструкција оригиналног романичког олтара (напред) и два неизграђена торња (позади)
- Тлоцрт
- Розета изнад портала